# Ferdinand Anton Ernst Porsche
Ferdinand Anton Ernst Porsche meglio conosciuto come Ferry Porsche (Wiener Neustadt, 19 settembre 1909 – Zell am See, 27 marzo 1998) è stato un imprenditore austriaco.

## Biografia
Figlio di Ferdinand Porsche, il fondatore dell'omonima casa automobilistica tedesca, la sua vita lavorativa è stata molto legata a quella del padre, con cui nel 1931 aprì uno studio di progettazione meccanica a Stoccarda, in Germania.

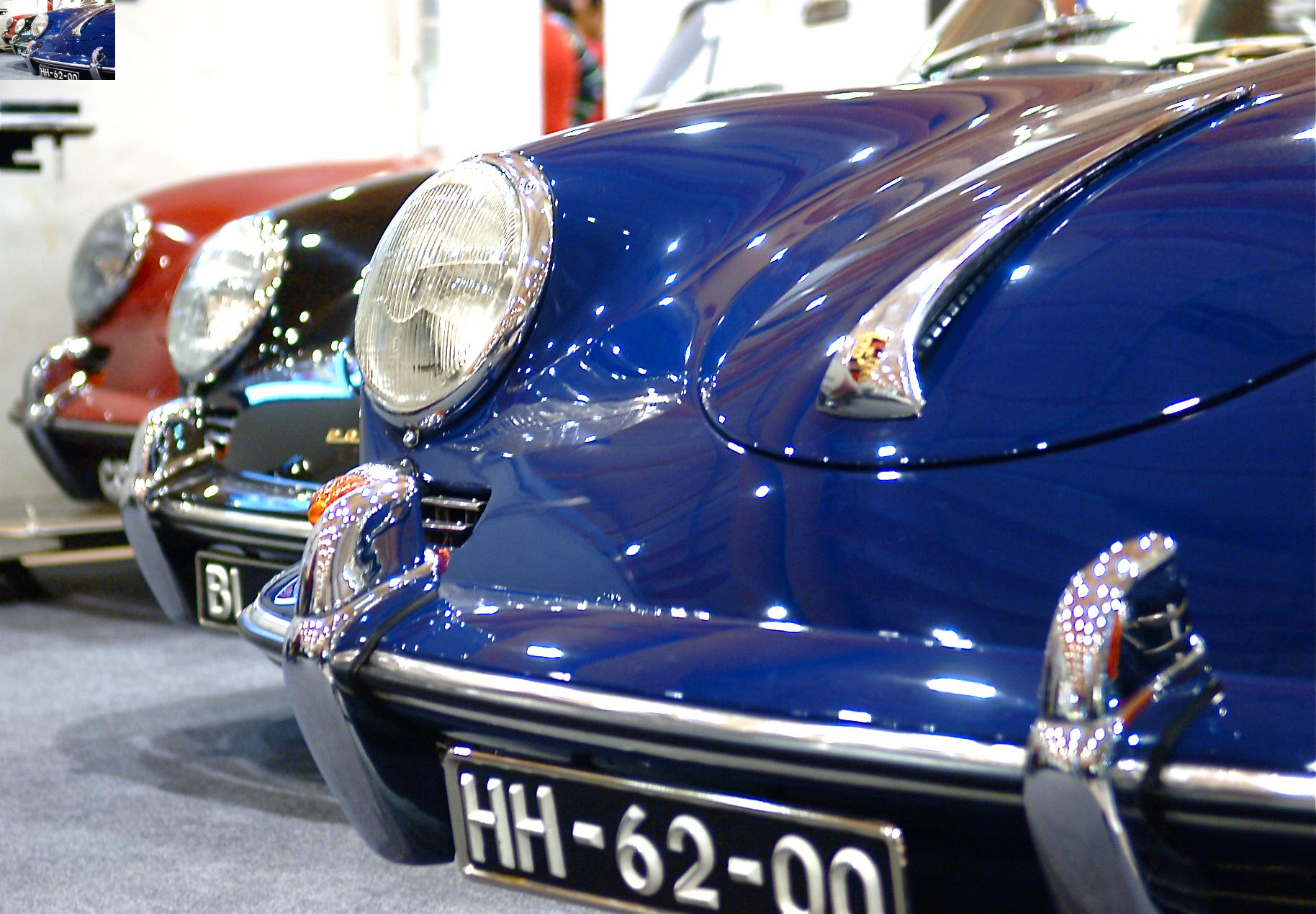
Porsche 356, la vettura più famosa progettata interamente da Ferry

Ferry e il padre idearono il Volkswagen Maggiolino, automobile costruita per volere di Adolf Hitler e destinata, nelle intenzioni del dittatore, a motorizzare la grande Germania.
Dopo la seconda guerra mondiale, Ferdinand Porsche venne imprigionato, con uno stratagemma, in Francia per "crimini di guerra" al fine di estorcere alla famiglia del denaro; dopo un paio di anni di prigionia fu poi scarcerato, grazie al denaro ricavato dalla vendita da parte di Piero Dusio di un innovativo progetto di automobile da competizione, già realizzato prima del conflitto dallo stesso Ferdinand: in tale delicatissima fase, anche con l'aiuto della sorella Louise, Ferry guidò la Porsche.
Infatti, tra il 1947 e il 1948, in una ex segheria della Carinzia sita a Gmünd in Kärnten, tra mille difficoltà, Ferry creò la prima vera automobile stradale interamente realizzata dalla Porsche, la celebre Porsche 356, così chiamata dal numero di progetto. In seguito al ritorno dalla prigionia del padre e al successo incontrato fin dagli inizi, la produzione venne quindi definitivamente spostata a Stoccarda.
A partire dalla morte del padre, avvenuta a Stoccarda nel 1951 e sino alla morte, Ferry ricoprì sempre incarichi di prestigio all'interno dell'azienda di famiglia.